# XF5U (航空機)
XF5U
ヴォート XF5U-1 原型1号機
- 用途：戦闘機
- 分類：試作艦上戦闘機
- 設計者：チャールズ・H・ジマーマン
- 製造者：ヴォート・エアクラフト・インダストリーズ
- 運用者： アメリカ合衆国（アメリカ海軍）
- 生産数：2機
- 運用状況：開発中止

XF5Uは、アメリカ海軍の依頼でヴォート社とその技師Charles H. Zimmermanが設計・試作した艦上戦闘機である。
円盤状の形状からフライング・パンケーキ（Flying Pancake）またはフライング・フラップジャック（Flying Flapjack）の愛称がつけられている。

## 概要

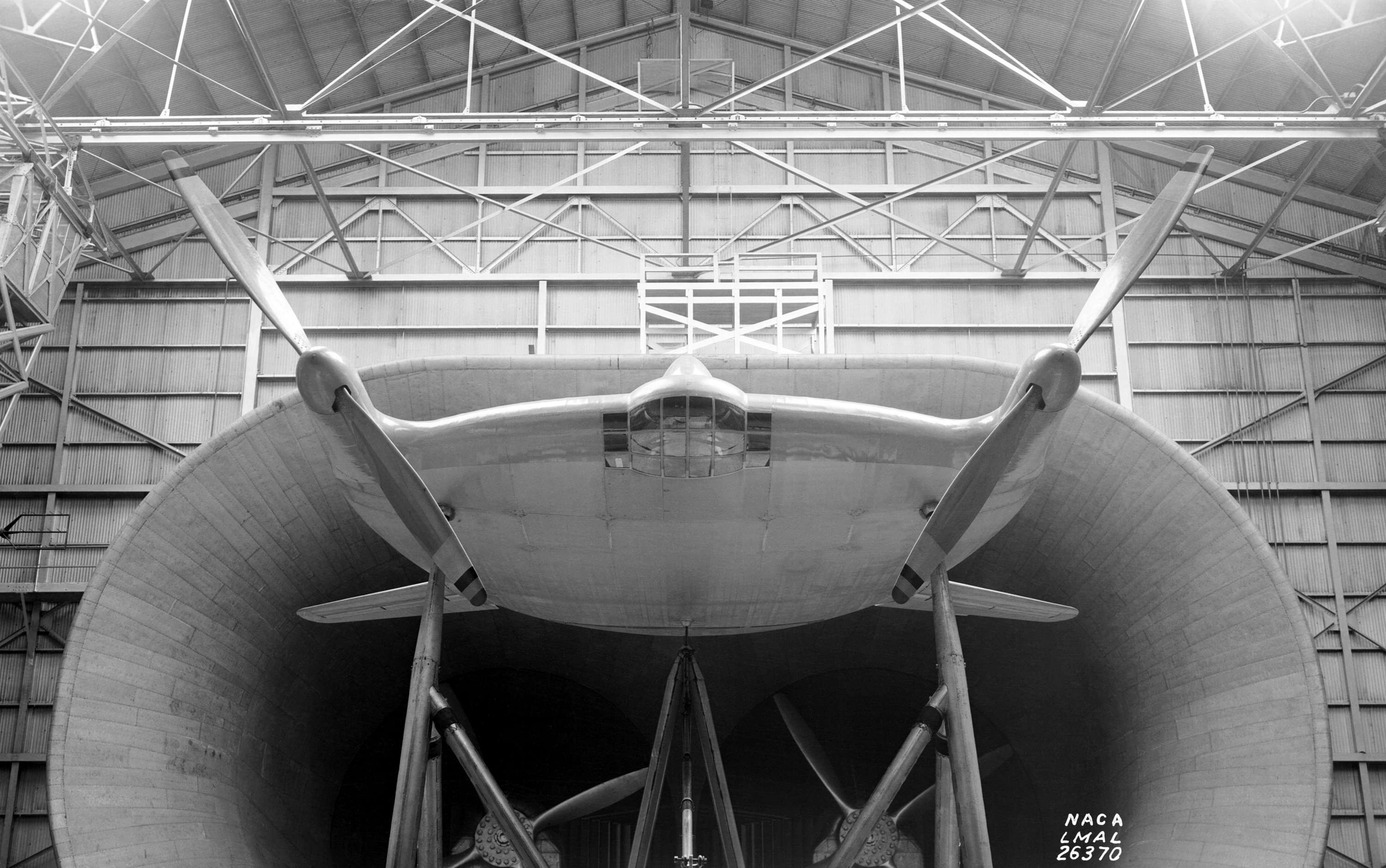
風洞実験中のV173の実物大モックアップ。1941年11月28日の撮影

円盤翼の機体は翼面積が広いため高い揚力を得られ失速しにくく、広い速度範囲で飛行できるという特性があることに着目したヴォート社は独自に研究を進め、アメリカ海軍の支援を得て1942年11月に80馬力のエンジン2基を動力とする社内実験機「V-173」の初飛行に成功し、エンジンの馬力不足に悩まされつつも高い性能を示した。試験飛行中のV-173は、その機体形状から空飛ぶ円盤と誤認された記録があるとされる。
これを受けて実用機が計画され、1944年7月15日に米海軍は「XF5U-1」の名称で試作機2機の発注を行った。高い速度性能と機動性能・短距離離着陸（STOL）性能を持つ機体として開発が進められていたが、実機が試験運用可能な状況にあったにもかかわらず、初飛行さえ行われないまま機体の破壊命令が運用部隊に届けられるという慌しい形で開発は中止された。
本機の開発が中止になった理由としては、第二次世界大戦の終結とジェットエンジンの進歩によってレシプロエンジン搭載の戦闘機を開発する必要性がなくなったこと、機体前方にはプロペラの回転範囲外になる部分が少なくロケット弾などの前方に投射する兵器を装備することができない欠点があったためとされる。

## 開発
アメリカ海軍からの発注を受けてXF5Uの開発には高い優先度が与えられたが、革新的な設計の機体だったために試作機の製作は難航し、更にヴォート社はF4U コルセアの生産と改良、TBU シーウルフといった他の新型機の開発・生産で手一杯であったこともあって、試作機の完成は第二次世界大戦終了後の1945年8月のことであった
。しかし、機体は完成したもののSTOL性能の向上を目的とした新型の大型4翅プロペラの開発が遅れたため、完成した試作機は応急処置としてF4Uのプロペラを装着している。
代用のプロペラでは設計通りの性能を発揮し得ないとして初飛行は行われず、その後は地上での試験が続けられていたが、1947年に新型プロペラがようやく完成し、完全状態となったのは機体の完成から2年後のことであった。しかし、同年の3月に米海軍はXF5U計画を中止することを決定し、試作1号機は飛行することなく開発中止決定の直後にスクラップ処分とされた。円盤の利点でもある構造の強固さに加え外板にはヴォートの特許であるメタライト（Metalite）を使用していたことから、通常の航空機をスクラップ処分する際に用いる手法では破壊することができず、機体形状のメリットを思わぬ形で実証した結果となっている。

## 機体
XF5Uは"フライング・パンケーキ"の名の通り円盤型の主翼を持ち、C-54（ダグラス DC-4の軍用型）など中型機向けのレシプロエンジンであるR-2000-7（1350 hp）2基を機体中央部を挟んで左右に搭載している。操縦席は機体中心軸上にあり、主翼よりやや前方に突き出した形状にすることにより必要な視界を確保している。双垂直尾翼であり、主翼後部の左右に水平尾翼も備えている。プロペラは、STOL性能を向上させる特殊なブレードを装着することになっていたが、この開発に手間取り、試作機には当初F4U コルセアのプロペラが装着されていた。3枚翅のプロペラを装着した機体の写真は、この時期に撮影されたものである。

## 諸元

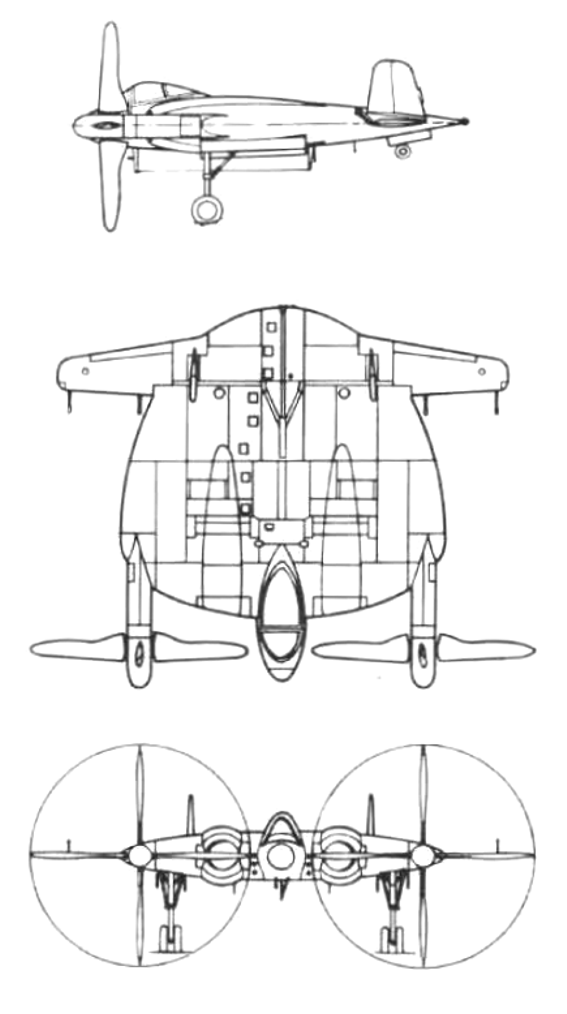
XF5U-1 三面図

| 機体名       | XF5U-1                                                           |
| 全長         | 28ft 1.5in (8.57m)                                               |
| 全幅         | 32ft 6in (9.91m) (36ft 5in (11.1m) ※プロペラ含む最大幅)          |
| 全高         | 16ft 8.5in (5.09m)                                               |
| 翼面積       | 475ft² (44.13m²)                                                 |
| 空虚重量     | 13,107lbs (5,945kg)                                              |
| 総重量       | 16,722lbs (7,585kg)                                              |
| 最大離陸重量 | 18,772lbs (8,515kg)                                              |
| 翼面荷重     | 171.88kg/m²                                                      |
| 燃料         | 300gal (1,136ℓ)                                                  |
| プロペラ     | ブレード4枚 直径16ft (4.88m) ×2                                  |
| エンジン     | Pratt & Whitney XR2000-2 (1,350Bhp 最大：1,600Bhp) ×2            |
| 最高速度     | 413kn/28,000ft (765km/h 高度8,534m)                              |
| 上昇能力     | 3,590ft/m S.L. (18.24m/s 海面高度)、20,000ft (6,096m)まで5分48秒 |
| 実用上昇限度 | 34,500ft (10,516m)                                               |
| 航続距離     | 910n.mile (1,685km) ※1×150galタンク搭載時                        |
| 武装         | AN/M2 12.7mm機関銃×6 (弾数計2,400発)                             |
| 爆装         | 1,000/500lbs爆弾×2、合計2,000lbs (907kg)                         |

## 現存する機体
製造された2機は両方とも廃棄され現存するものはないが、軍への提出前に試作されたV-173は1機が現存している。また、1機のV-173レプリカも制作された。
| 型名     | 番号  | 機体写真 | 所在地                | 所有者                   | 公開状況 | 状態     | 備考 |
| -------- | ----- | -------- | --------------------- | ------------------------ | -------- | -------- | ---- |
| V-173    | 02978 |          | アメリカ テキサス州   | 飛行最先端博物館         | 公開     | 静態展示 |      |
| レプリカ | 02978 |          | フランス ヴィエンヌ県 | フューチュロスコープ公園 | 公開     | 静態展示 |      |

## 登場作品

### 小説
『女皇の帝国』
『女皇の聖戦』

『氷山空母を撃沈せよ！』

### ゲーム
『Secret Weapon Over Normandy』
PS2で発売されたゲームでXF5U-1が登場する。
『World of Warplanes』
VS-315とXF5U-1が登場する。
『艦隊これくしょん -艦これ-』
航空母艦艦娘の装備として「[海外試作艦上戦闘機] XF5U」の名称で登場する。初登場は2020年3月作戦ランカー報酬として2020年4月30日に配布。図鑑には『frying pancake』と小さく書いてある。
『鋼鉄の咆哮シリーズ』
Windows版のみ「F5Uスキマー」という名前で登場する。20mm航空機関砲とロケット弾を装備しているほか、非常に旋回性能が高い。
『荒野のコトブキ飛行隊 大空のテイクオフガールズ！』
主人公キリエの好物がパンケーキであることにちなみ、2020年4月1日にこの機体と機体がパンケーキのように見える塗装が支給された。レベルを上げることができない完全なジョーク機体。
『ストライカーズ1945II』『ストライカーズ1945PLUS』
機体名F-5Uフライングパンケーキとして登場。武装は実機とはまるで異なっている。
『戦艦少女R』
開発可能な装備としてXF5Uが登場する。
『ソラヒメ ACE VIRGIN - 銀翼の戦闘姫』
初回チャージで入手可能。
『編隊少女 -フォーメーションガールズ-』
期間限定でパーツを集めることで入手可能（現在不可）